# 2011 Idol Star Athletics Championships
2011 Idol Star Athletics Championships (kor. 아이돌스타 육상 선수권 대회) – trzecia edycja ISAC. Zawody odbyły się 27 sierpnia 2011 roku w Mokdong Stadium w Seulu (Korea Południowa) i były transmitowane przez stację MBC 13 września 2011 roku (2 odcinki). 140 zawodników podzielonych na 12 drużyn konkurowało ze sobą w 6 dyscyplinach, wręczono 33 medale.

## Zawodnicy
- Drużyna A: Super Junior, SHINee, TRAX, The Grace, Choi Jong-yoon, Kim Ian
- Drużyna B: Sistar, Boyfriend
- Drużyna C: ZE:A, Jewelry, Nine Muses
- Drużyna D: T-ara, Davichi, 5dolls, Hong Jin-young
- Drużyna E: Rainbow, Teen Top
- Drużyna F: G.NA, MBLAQ, Apink
- Drużyna G: miss A, Infinite
- Drużyna H: B1A4, Dal Shabet
- Drużyna I: Min Kyung-hoon, Dalmatian, Sunny Hill
- Drużyna J: Hwanhee, 8Eight, Mighty Mouth, MBC Star Audition - The Great Birth (Noh Ji-hoon, Lee Tae-kwon, Kwon Ri-se, David Oh, Son Jin-young, Baek Chung-kang)
- Drużyna K: X-Cross, RaNia
- Drużyna L: Brave Girls, Han Groo, NS Yoon-G, Kim Kyung-jin

## Zwycięzcy

### Mężczyźni
| Konkurencja                   | złoto                                                                          | złoto           | srebro                                                                | srebro          | brąz                                                                           | brąz            |                 |
| ----------------------------- | ------------------------------------------------------------------------------ | --------------- | --------------------------------------------------------------------- | --------------- | ------------------------------------------------------------------------------ | --------------- | --------------- |
| 100 m                         | Drużyna C Dongjun (ZE:A)                                                       | 12,42 s         | Drużyna H Baro (B1A4)                                                 | 12,54 s         | Drużyna J Sangchu (Mighty Mouth)                                               | 12,61 s         |                 |
| 110 m przez płotki            | Drużyna C Dongjun (ZE:A)                                                       | 16,14 s         | Drużyna J Sangchu (Mighty Mouth)                                      | 16,43 s         | Drużyna A Minho (SHINee)                                                       | 16,47 s         |                 |
| Sztafeta 4 × 50 metrów chodem | dyskwalifikacja                                                                | dyskwalifikacja | dyskwalifikacja                                                       | dyskwalifikacja | dyskwalifikacja                                                                | dyskwalifikacja | dyskwalifikacja |
| Sztafeta 4 × 100 metrów       | Drużyna J Lee Hyun (8Eight) Sangchu (Mighty Mouth) Noh Ji-hoon Baek Chung-kang | 50,24 s         | Drużyna C Lee Hoo (ZE:A) Minwoo (ZE:A) Hyungsik (ZE:A) Dongjun (ZE:A) | 50,51 s         | Drużyna A Kim Ian Eunhyuk (Super Junior) Kyuhyun (Super Junior) Minho (SHINee) | 52,47 s         |                 |
| Skok w dal                    | Drużyna C Minwoo (ZE:A)                                                        | 5,25 m          | Drużyna J Lee Hyun (8Eight)                                           | 5,03 m          | Drużyna A Jungmo (TRAX)                                                        | 4,90 m          |                 |
| Skok wzwyż                    | Drużyna A Minho (SHINee)                                                       | 1,73 m          | Drużyna G Sungyeol (INFINITE)                                         | 1,60 m          |                                                                                |                 |                 |
| Skok wzwyż                    | Drużyna J Sangchu (Mighty Mouth)                                               | 1,73 m          | Drużyna J Noh Ji-hoon                                                 | 1,60 m          |                                                                                |                 |                 |

### Kobiety
| Konkurencja                   | złoto                                                                 | złoto   | srebro                                                                          | srebro  | brąz                                                                                 | brąz    |
| ----------------------------- | --------------------------------------------------------------------- | ------- | ------------------------------------------------------------------------------- | ------- | ------------------------------------------------------------------------------------ | ------- |
| 100 m                         | Drużyna C Eunji (Nine Muses)                                          | 15,84 s | Drużyna B Bora (SISTAR)                                                         | 15,85 s | Drużyna F Bomi (Apink)                                                               | 16,52 s |
| 100 m przez płotki            | Drużyna G Jia (miss A)                                                | 21,83 s | Drużyna H Gaeun (Dal Shabet)                                                    | 21,91 s | Drużyna B Hyolyn (SISTAR)                                                            | 21,98 s |
| Sztafeta 4 × 50 metrów chodem | Drużyna B Bora (SISTAR) Dasom (SISTAR) Hyolyn (SISTAR) Soyou (SISTAR) | 50,99 s | Drużyna F Namjoo (Apink) Yookyung (Apink) Chorong (Apink) Eunji (Apink)         | 51,75 s | Drużyna K Riko (Rania) Di (Rania) Xia (Rania) Jooyi (Rania)                          | 53,03 s |
| Sztafeta 4 × 100 metrów       | Drużyna B Hyolyn (SISTAR) Dasom (SISTAR) Soyou (SISTAR) Bora (SISTAR) | 1:05,87 | Drużyna C Sera (Nine Muses) Baby J (Jewelry) Yewon (Jewelry) Eunji (Nine Muses) | 1:05,97 | Drużyna H Gaeun (Dal Shabet) Jiyul (Dal Shabet) Serri (Dal Shabet) Viki (Dal Shabet) | 1:07,63 |
| Skok wzwyż                    | Drużyna G Fei (Miss A)                                                | 1,20 m  | Drużyna L NS Yoon-G                                                             | 1,15 m  | Drużyna B Soyou (SISTAR)                                                             | 1,10 m  |

## Klasyfikacja
| Pozycja | Drużyna   | Złoto | Srebro | Brąz | Razem |
| ------- | --------- | ----- | ------ | ---- | ----- |
| 1       | Drużyna C | 4     | 2      | 0    | 6     |
| 2       | Drużyna J | 2     | 3      | 1    | 6     |
| 3       | Drużyna B | 2     | 1      | 2    | 5     |
| 4       | Drużyna G | 2     | 1      | 0    | 3     |
| 5       | Drużyna A | 1     | 0      | 3    | 4     |
| 6       | Drużyna H | 0     | 2      | 1    | 3     |
| 7       | Drużyna F | 0     | 1      | 1    | 2     |
| 8       | Drużyna L | 0     | 1      | 0    | 1     |
| 9       | Drużyna K | 0     | 0      | 1    | 1     |

## Oglądalność
| No. | Data emisji | TNmS  | TNmS  | AGB Nielsen | AGB Nielsen |
| No. | Data emisji | Kraj  | Seul  | Kraj        | Seul        |
| --- | ----------- | ----- | ----- | ----------- | ----------- |
| 1   | 2011.09.13  | 10,9% | 13,4% | 11,8%       | 15,9%       |
| 2   | 2011.09.13  | 14,2% | 16,9% | 13,2%       | 17,8%       |